# Ойшилик
Ойшилик (каз. Ойшылық) — село в Аксуатском районе Абайской области Казахстана. Административный центр Ойшиликского сельского округа. Код КАТО — 635859100.

## Население
В 1999 году население села составляло 2304 человека (1208 мужчин и 1096 женщин). По данным переписи 2009 года, в селе проживал 1441 человек (744 мужчины и 697 женщин).